# Знак Голливуда
Знак Голливуда (англ. Hollywood Sign) — памятный знак на Голливудских холмах в Лос-Анджелесе, Калифорния. Представляет собой слово «HOLLYWOOD» (название местности), написанное большими белыми буквами. Знак был создан в качестве рекламы в 1923 году, но впоследствии приобрёл широкую известность, став фирменным знаком киноиндустрии США. Расположен на южном склоне холма Маунт Ли на высоте 491 м над уровнем моря.
За свою историю Знак Голливуда часто служил целью различных шуток и вандализма, был реставрирован и поставлен под охрану с помощью современной системы безопасности. Знак часто появляется в различных фильмах и телевизионных программах, снимающихся в Голливуде или недалеко от него. Знаки подобного стиля, но с другими названиями, часто появляются в пародиях.

## История

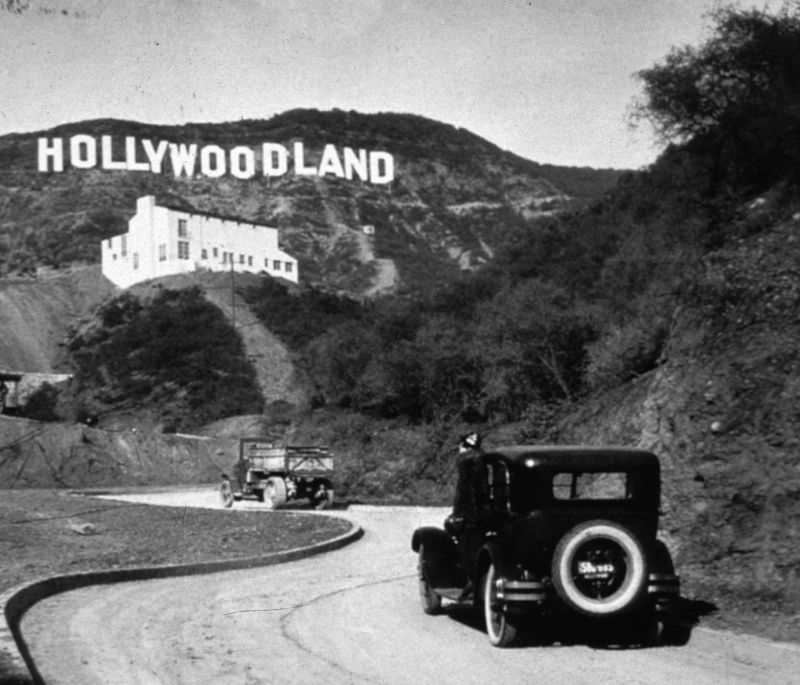
Изначальная надпись «HOLLYWOODLAND»

Изначально на знаке было написано слово «HOLLYWOODLAND», и создавался он с целью рекламы новых жилых кварталов на холмах над районом Голливуд города Лос-Анджелес. Каждая буква была 9 м в ширину и 15 м в высоту и содержала около 4 тыс. лампочек. Знак появился в 1923 году, одно из ранних упоминаний было в декабре в номере газеты Los Angeles Evening Express. Предполагалось, что знак простоит около полутора лет, однако с развитием американской «фабрики грёз» и обретением ею мировой известности знак решили оставить.
Знак стал настолько однозначно ассоциироваться с Голливудом, что в сентябре 1932 года актриса Пег Энтуисл совершила самоубийство, спрыгнув с буквы «H», выразив протест Голливуду, который её отверг.
Официальная поддержка и ремонт знака закончились в 1939 году, и он стал быстро разрушаться. В начале 1940-х годов официальный хранитель знака Альберт Коте попал в аварию, которая привела к разрушению буквы «H» в знаке. Коте вёл автомобиль по дороге на Маунт Ли в состоянии алкогольного опьянения, потерял управление и, упав с утёса, врезался в букву «H». Коте не пострадал, но его «Форд» 1928 года выпуска и буква «H» были разбиты.

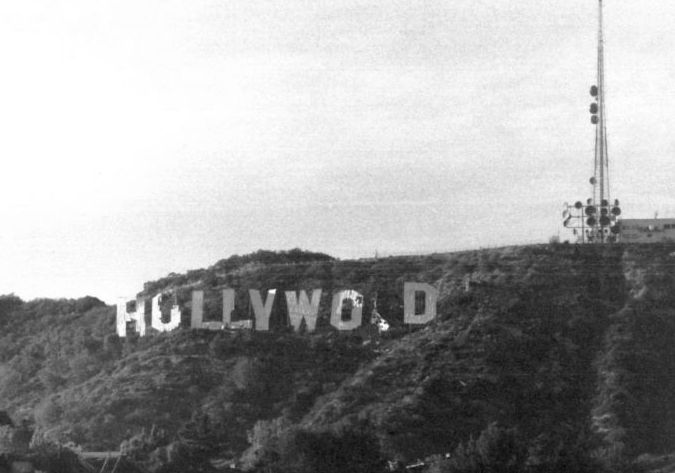
In the 1970s, the sign reached its most dilapidated state.

В 1949 году Торговая палата Голливуда совместно с Департаментом по паркам города Лос-Анджелеса починила и восстановила знак, причём, согласно контракту, последнее слово «LAND» в знаке было удалено. Несмотря на восстановительные работы, состояние знака (который был сделан из дерева и металлических листов) продолжало ухудшаться. В конце концов первая буква «O» развалилась и стала похожа на строчную букву «u», а третья буква «O» полностью обрушилась, что привело знак к виду «HuLLYWO D».
В 1978 году, отчасти благодаря общественной кампании по восстановлению знака, проводимой шок-рок музыкантом Элисом Купером (который проспонсировал восстановление полностью разрушенной буквы «O»), Торговая палата заменила развалившийся знак. Девять спонсоров пожертвовали каждый по 27 тыс. 777 долларов, что составило в сумме 250 тыс. долларов, на создание новых букв из долговечной австралийской стали.
Размеры новых букв составили 13,7 м в высоту и имели ширину от 9,3 до 11,8 м. Новая версия знака была открыта 14 ноября 1978 года, в 75-ю годовщину Голливуда. За церемонией открытия в прямом эфире наблюдали 60 миллионов зрителей.
Очередное обновление знака, проспонсированное компанией Bay Cal Commercial Painting, произошло в ноябре 2005 года и заключалось в полной перекраске букв знака. Также в 2005 году продюсер Дэн Блисс выставил на аукционе eBay оригинальный знак 1923 года и продал его за 450 тыс. долларов.

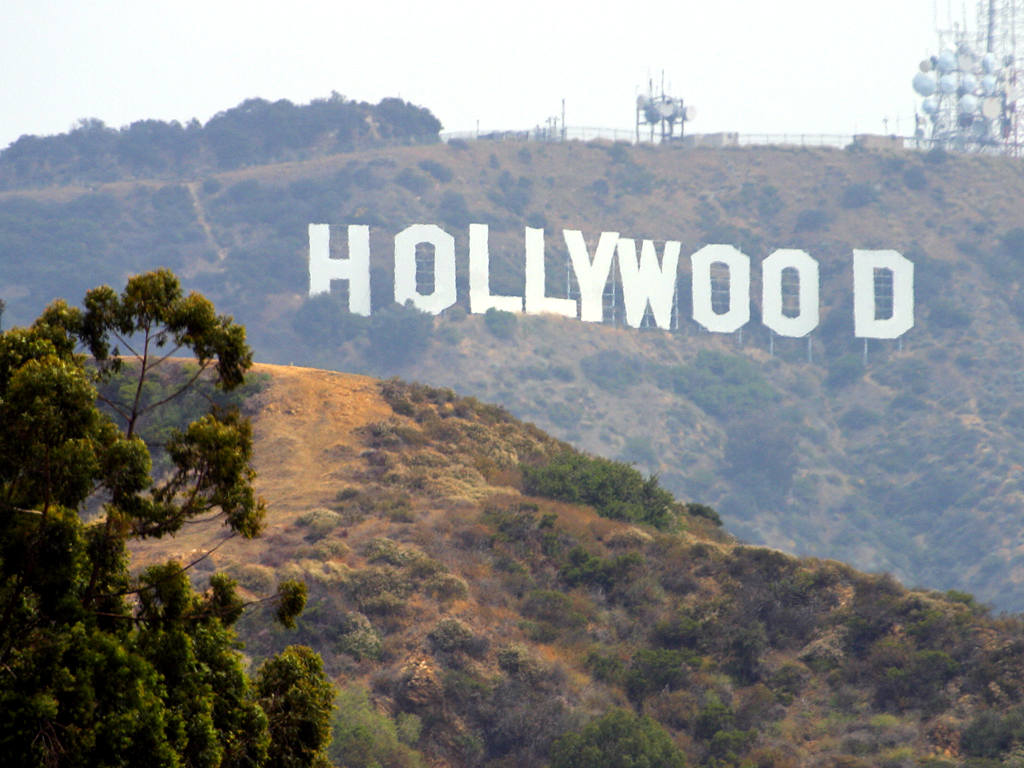
Буквы на знаке на 2004 год на 1,5 м ниже, чем они были в изначальной версии

### Спонсоры
Девять спонсоров, пожертвовавших по 27 777 долларов на восстановление знака в 1978 году:
- H — Терренс Доннелли — издатель Hollywood Independent Newspaper
- O — Элис Купер, в память о Граучо Марксе[14]
- L — Лес Келли — предприниматель
- L — Джин Отри — певец, актёр, бизнесмен
- Y — Хью Хефнер
- W — Энди Уильямс
- O — Джованни Мацца — итальянский кинопродюсер
- O — Warner Bros. Records
- D — Дэнис Лидтке — американский дизайнер, сооснователь студии Gribbitt!, в память о Мэттью Уильямсе[15]

## Изменения знака
Несанкционированное изменение знака запрещено. Однако несколько раз знак был изменён, что всегда привлекало большое внимание публики. Ниже приведены некоторые из таких изменений.
- В январе 1976 года знак был изменён на «HOLLYWeeD» (weed — «травка») в честь нового закона штата Калифорния о марихуане.
- В мае 1987 года в празднование столетия Голливуда студенты Калифорнийского технологического института изменили знак на «CALTECH» («California Institute of Technology»), прикрыв части букв.
- Во время слушаний по делу Оливера Норта и Иран Контраса знак был изменён на OLLYWOOD.
- В 1991 году знак был изменён на OIL WAR — во время Войны в Персидском заливе.
- Жёлтая лента была привязана вокруг знака в 1991, в честь окончания войны в Персидском заливе.
- Перед матчем по американскому футболу в 1993 году между Калифорнийским университетом в Лос-Анджелесе и Университетом Южной Калифорнии знак был изменён на «GO UCLA» («Вперёд, UCLA»).
- В 1992 и 1996, знак был изменён на PerotWood, в знак поддержки Росса Перо и его президентской кампании.
- В январе 2017 года знак во второй раз был изменён на «HOLLYWeeD»[16]

Примерно в 2000 году Департамент полиции Лос-Анджелеса установил систему безопасности, оборудованную детекторами движения и системой видеонаблюдения. В случае, если кто-либо приблизится к знаку на расстояние менее 50 ярдов (45,72 метра), включается сигнализация и вызывается полиция.
При праздновании нового года 1 января 2000 года на знаке Голливуда были зажжены многочисленные разноцветные мигающие лампочки.

## В популярной культуре

### В кино
Знак Голливуда можно неоднократно увидеть в фильмах-катастрофах. Вот некоторые из примеров разрушения знака в фильмах:
- «Послезавтра» — знак уничтожается торнадо.
- «10,5 баллов» — знак разрушается из-за мощного землетрясения (позже фрагмент разрушения знака был показан в начале фильма «10,5 баллов: Апокалипсис»).
- «Жизнь после людей» — знак был показан спустя 10 лет без людей (отсутствует буква «W», отваливается буква «D») и 50 лет без людей (заржавевшие буквы знака разваливаются от землетрясения).
- «Обитель зла в 3D: Жизнь после смерти» — знак уже был показан в фильме разрушенным.
- «Терминатор: Да придёт спаситель» — знак был показан в фильме разрушенным из-за ядерного удара.
- «Разлом Сан-Андреас» — знак был показан во время землетрясения, рушились буквы.
- «Гадкий я 3» – знак был разрушен лучом робота главного злодея.

В остальных фильмах знак не разрушается. Вот несколько примеров:
- «Перси Джексон и похититель молний» — знак показан на фоне грозовых туч, главные герои находят под знаком пещеру, ведущую в Ад.
- «День независимости» — знак, как и весь город, накрывает тень от корабля пришельцев.
- «Секс по дружбе» — герои фильма забираются на букву «O» знака, после чего их арестовывает полиция.
- «Шрек 2», «Шрек Третий», «Шрек навсегда» — знак был спародирован, вместо «HOLLYWOOD», было написано «FAR FAR AWAY».
- «Самый лучший фильм» — знак был спародирован в основной заставке, вместо «HOLLYWOOD», было написано название фильма.
- «Симпсоны» — знак также был спародирован, в городе Спрингфилд он звучал как «SPRINGFIELD».
- Сериал «Герои», 2 сезон — двое персонажей (Клэр Беннет и Уэст Розен) сидят верхом на знаке.
- Сериал «Беверли-Хиллз, 90210», в последней серии 3 сезона герои изменяют знак на «W BEV HI’93» в честь окончания школы Западного Беверли в 1993 году.
- Операция «Арго» — премия «Оскар» 2012 года в категории «Лучший фильм», знак показан до его реставрации 1978 года, хотя к моменту описываемых в фильме событий уже был восстановлен
- Знак также можно заметить на заставке кинокомпании 20th Century Fox.
- «Части тела» — в последней части 4 сезона герои сериала снимаются возле букв.
- «Знак Голливуда», 2002, режиссёр Зонке Вортманн.
- «Манк», 2020, режиссер Дэвид Финчер — знак можно увидеть на одной из перебивок фильма в версии «HOLLYWOODLAND».

### В играх
- L.A. Noire — оригинальная первоначальная версия знака образца 1947 года с надписью «HOLLYWOODLAND».
- Burnout Paradise — знак был спародирован, на одном из холмов города Paradise City было написано «PARADISE CITY»
- Grand Theft Auto: San Andreas и Grand Theft Auto V — знак ещё раз спародирован, вместо «HOLLYWOOD» написано «VINEWOOD».
- Serious Sam: The Second Encounter — знак спародирован, на горе можно увидеть надпись Crollywood.
- Need for Speed: Underground 2 — знак спародирован, вместо «HOLLYWOOD» написано «BAYVIEW», так как действие игры происходит в городе Bayview.
- Midnight Club: Los Angeles — современная версия знака «HOLLYWOOD».
- Blur — современная версия, трасса пролегает через площадку, на которой он установлен.
- Mafia II — в игре неподалёку от обсерватории Завеского, которая является точной копией обсерватории Гриффита, находится знак «HILLWOOD».
- Overwatch — на поле боя «Голливуд», современная версия знака.
- Horizon Forbidden West: Burning Shores — знак Голливуда является одной из достопримечательностей постапокалиптического Лос-Анджелеса[17].